# 化学繊維振興会
一般社団法人化学繊維振興会（かがくせんいしんこうかい）は、レーヨンをはじめとする化学繊維のメーカー・商社による業界団体。

## 概要
1948年（昭和23年）4月6日　レーヨン素材メーカーを会員として、化繊メーカーの意見交換、業界研究、社会貢献活動の取りはからう団体として設立。
化繊メーカー、自治体とともに公益事業活動も推進。
- 所在地 - 〒541-0045　大阪府大阪市中央区道修町1-5-18

## 活動内容
- 化学繊維に関する研究資料および統計、その他経済文献、参考冊子等の会員への配布
- 化繊メーカーと意見交換会の実施
- 会員（正会員、賛助会員）との相互連絡、交流をはかるための会合を適時実施
- 講演会の実施　偶数月に1回、年6回の講演会を予定
- 繊維八団体新年名刺交換会　　準主催団体を予定
- 公共目的事業推進への積極的、効率的な活動を行う